# Guinness
Guinness (Гіннесс) — популярна ірландська пивна торговельна марка. Під цією торговельною маркою виробляються декілька сортів пива, однак наразі найчастіше під Guinness розуміють сорт Guinness Draught, сухий стаут, який є найбільш продаваним алкогольним напоєм Ірландії, найбільш розповсюдженим у світі стаутом, а також одним із сучасних символів Ірландії, відомих далеко за її межами.
Торговельна марка належить британській корпорації Diageo, одному з найбільших виробників алкогольних напоїв у світі. Пиво торговельної марки, окрім Ірландії, виробляється на умовах ліцензії у 50 країнах світу, продається на більш ніж 150 національних ринках.

## Історія

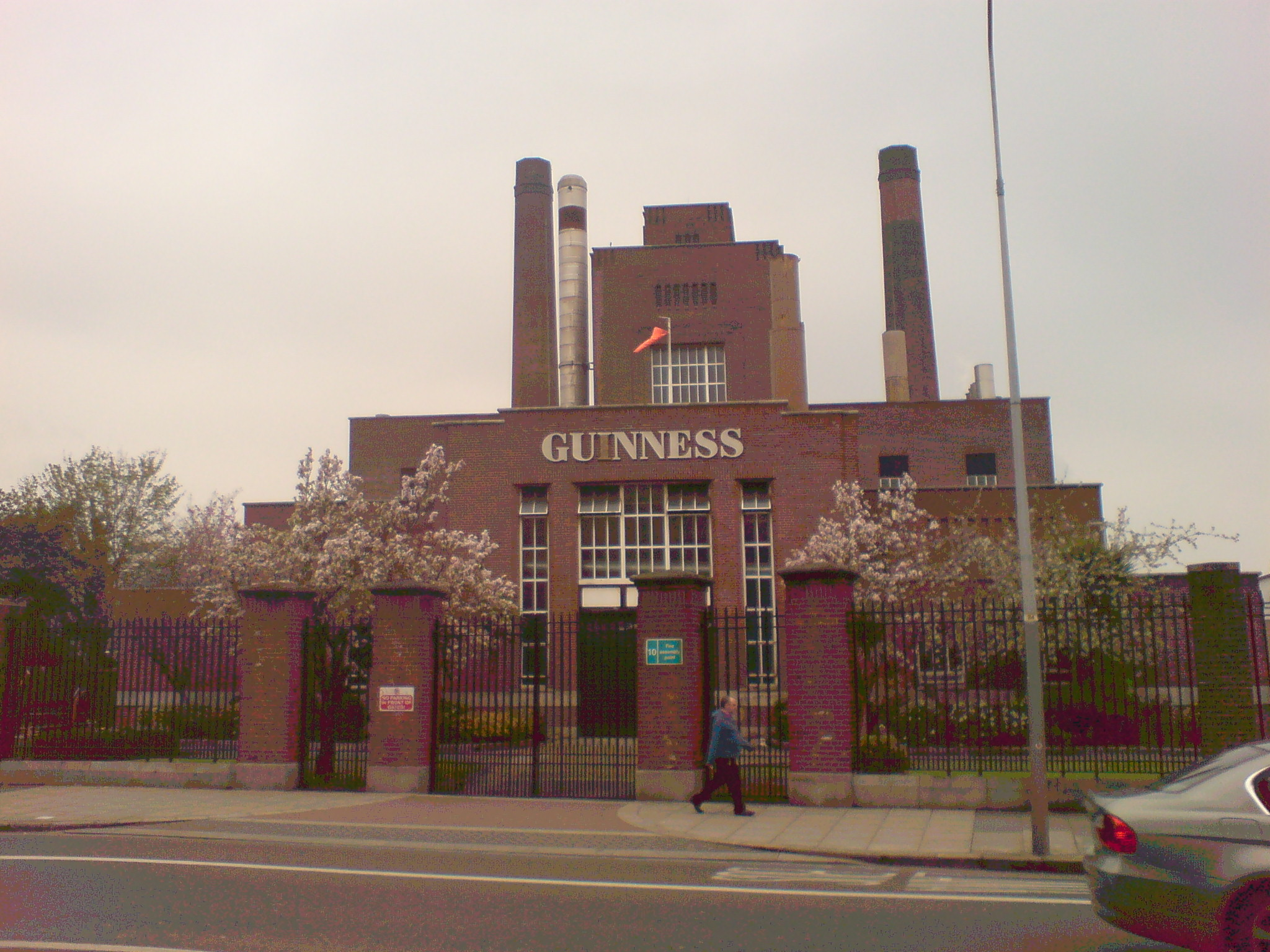
Сучасний вигляд виробничого комплексу броварні Guinness у Дубліні.

Історія Guinness ведеться від 1759 року, в якому Артур Гіннес налагодив випуск пива у броварні St. James's Gate в Дубліні, яку він узяв в оренду за £45 на рік з терміном оренди до 9000 років. Вже за 10 років, у 1769 році, броварня уперше здійснила експорт своєї продукції — 6,5 бочок пива були відправлені до Англії. Спочатку броварня виробляла світлий ель; чорне пиво, з яким сьогодні асоціюється Guinness, було вперше зварене броварнею у 1778 році. Поступово чорний портер став найпопулярнішою продукцією дублінської броварні, а 1799 року власник вирішив взагалі припинити випуск інших сортів пива, зосередишись виключно на портері. Вже у 1790-х роках відбулося перше суттєве розширення виробничих потужностей St. James's Gate.
У 1803 році (2 роки по смерті Артура Гіннеса), броварня уперше випустила більш густий та міцний напій — West India Porter, який став історичним попередником сучасного сорту Guinness Foreign Extra Stout. З цим закордонним стаутом, який завдяки своїм характеристикам міг витримати тривалі подорожі морем, пов'язується суттєве розширення географії ринків збуту Guinness — пиво торговельної марки почало вивозитися до англійських колоній в Ост-Індії та Вест-Індії. У XIX ст. ринкові позиції Guinness посилюються, вже з 1833 року воно стає найбільш продаваним пивом в Ірландії. Торговельна марка виходить на все нові ринки збуту, включаючи США, Нову Зеландію та країни Південно-Східної Азії. 1870 року вже 10 % виробленого пива Guinness йде на експорт.

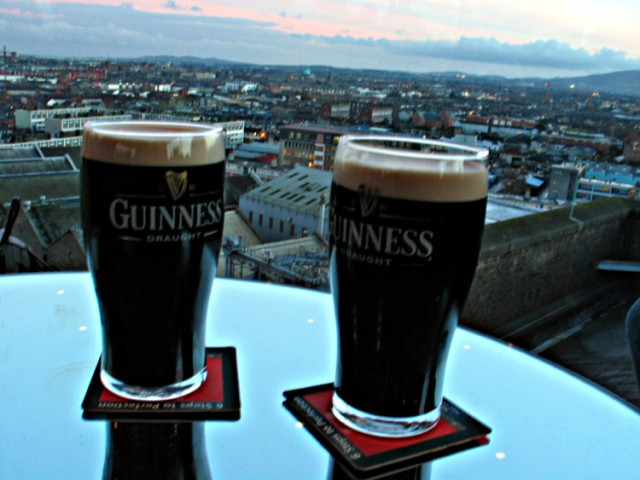
Келихи Guinness Draught.

1876 року броварня реєструє сучасний логотип — зображення арфи, яке є одним з символів Ірландії ще з XIII ст. та підкреслює ірландське походження пива. 1886 року броварня Guinness, яка до того часу була родинним підприємством, реєструється як публічна компанія. Наприкінці XIX ст. броварня стає одним з піонерів застосування наукових методів у виробництві. Зокрема, працюючи над завданням оцінки якості пива Guinness, Вільям Госсетт 1899 року разробляє популярний у сучасній статистиці метод перевірки статистичних гіпотез, який наразі є відомим під назвою t-критерій Стьюдента.
У XX ст. Guinness продовжує стрімко розвиватися, компанія активно розширює виробничі потужності, укладає цілу низку ліцензійних угод з іноземними виробниками. 1955 рік ознаменувався виходом у світ першого видання Книги рекордів Гіннеса, міжнародне визнання якої сприяло подальшій світовій популяризації однойменного пива. 1958 року вперше зварено стаут Guinness Draught, який наразі лишається «обличчям» торговельної марки.
1986 року компанія Guinness plc придбала контрольний пакет акцій британського виробника алкогольних напоїв Distillers Company Limited, а в 1997 об'єдналася з іншою компанією цього ж профілю Grand Metropolitan, утворивши таким чином корпорацію Diageo, провідного гравця на сучасному світовому ринку алкогольних напоїв, у власності якого й перебуває торговельна марка Guinness та потужності з виробництва однойменного пива.

## Різновиди

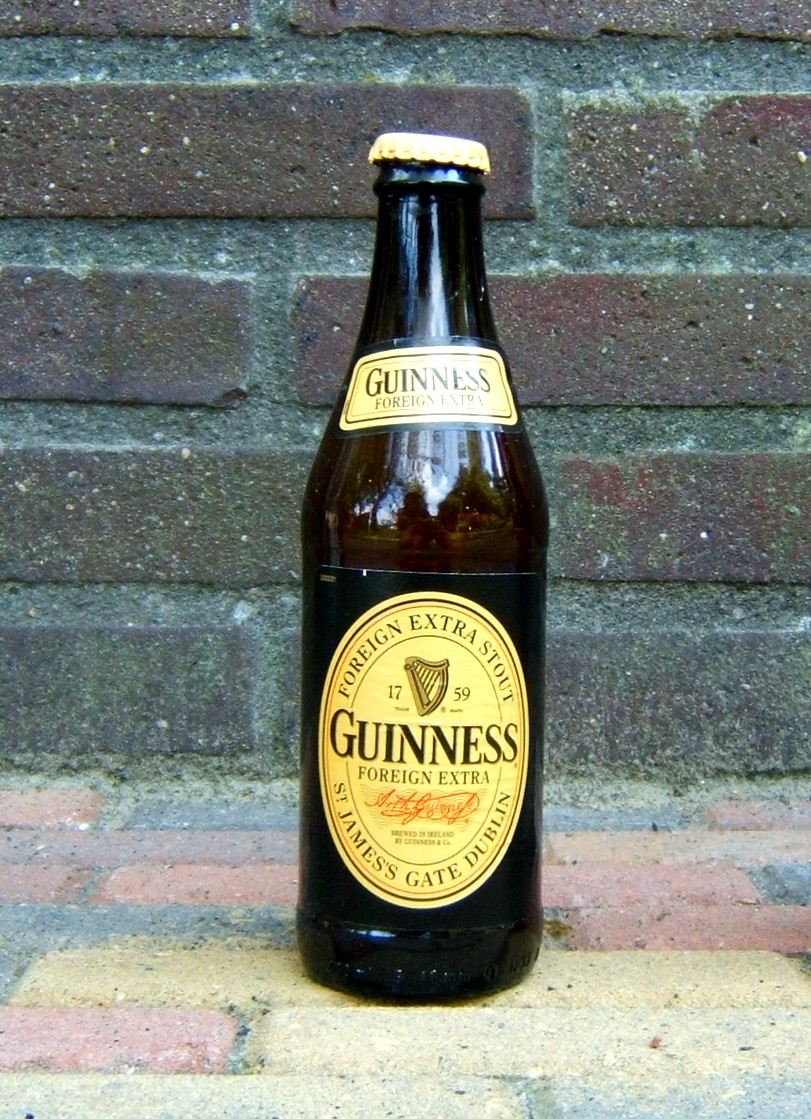
Пляшка пива «Guiness Foreign Extra Stout»

Основним сортом торговельної марки Guinness є:
- Guinness Draught — сухий стаут з вмістом алкоголю 4,1—4,3 % (залежно від ринку збуту). Буквально перекладається як розливний Guinness, тож спочатку випускався виключно у кегах. Згодом, з метою розширення збуту цього сорту, розпочався його випуск у жерстяних банках та скляних пляшках, причому в обох випадках всередині тари знаходяться елементи спеціально розробленої форми, т.зв. віджети (англ. widget), які, за твердженням виробника, дозволяють при наливанні пива з пляшки/банки відтворити вигляд та смакові якості напою, розлитого з кега.

Також під торговельною маркою Guinness виробляється ще два популярних сорти стаутів:
- Guinness Original або Guinness Extra Stout — стаут, що за рецептурою є найбільш близьким до портера, який починав варити Артур Гіннес у 1799 році. Однак сам сорт має декілька різновидів, які суттєво відрізняються за вмістом алкоголю — від 4,2 % у Guinness Original, виробленому для ринку Ірландії та Великої Британії, до 6,0 % у Guinness Extra Stout, який продається на ринках Австралії та Японії.
- Guinness Foreign Extra Stout — закордонний стаут з притаманним цьому різновиду стаута підвищеним вмістом алкоголю, який в оригінальному пиві цього сорту становить 7,5 %. Водночас існує декілька варіантів цього сорту, які виробляються за ліцензією за межами Ірландії та мають суттєві відмінності від оригіналу. При виробництві ліцензійних варіантів Guinness Foreign Extra Stout застосовується незброжений екстракт пивного сусла, який завозиться з Ірландії і до якого додаються місцеві інгредієнти. В результаті смакові якості та параметри пива цього сорту значно відрізняються залежно від країни виробництва. Зокрема, в Китаї вміст алкоголю в такому стауті становить 5 %, у той час як в Сінгапурі сягає 8 %. До виробленого в Нігерії Guinness Foreign Extra Stout додається непритаманний вироблненому деінде пиву цього сорту інгредієнт — сорго.

Крім цього під назвою Guinness випускаються або випускалися ще декілька сортів пива, зокрема:
- Guinness Red — «червоне» пиво з вмістом алкоголю 4,1 %, виробляється за технологією, аналогічною до виробництва стаутів, однак використовується лише трохи підсмажений ячмінь.
- Guinness Bitter — «гіркий» ель англійського типу з вмістом алкоголю 4,4 %.
- Guinness 250 Anniversary Stout — спеціальний стаут з вмістом алкоголю 5,0 %, випущений до 250-річчя Guinness влітку 2009 року.